# Иве
Иве (на беларуски: Іўе; на литовски: Vija; на полски: Iwie; на руски: Ивье) е град в Беларус, административен център на Ивевски район, Гродненска област. Населението на града е 7702 души (по приблизителна оценка от 1 януари 2018 г.).

## История
За пръв път селището е споменато през 1444 година, през 2000 година получава статут на град.